# Trung Lập Thượng
Trung Lập Thượng là một xã thuộc huyện Củ Chi, Thành phố Hồ Chí Minh, Việt Nam.
Xã Trung Lập Thượng có diện tích 23,23 km², dân số năm 2021 là 13.149 người,  mật độ dân số đạt 566 người/km².